# دایگو آراکی
دایگو آراکی (انگلیسی: Daigo Araki؛ زادهٔ ۱۷ فوریهٔ ۱۹۹۴) بازیکن فوتبال اهل ژاپن است.
از باشگاه‌هایی که در آن بازی کرده‌است می‌توان به باشگاه فوتبال جوبیلو ایواتا اشاره کرد.